# 春日部市議会
春日部市議会（かすかべしぎかい）は、埼玉県春日部市に設置されている地方議会である。

## 概要
- 定数 - 30人
- 任期 - 2022年5月1日 - 2026年4月30日まで[1]
- 議長 - 荒木洋美（公明党）
- 副議長 - 吉田稔（次世代かすかべ!）

## 運営

### 会期
春日部市議会の定例会は、毎年3月、6月、9月及び12月に召集され、その他にも必要に応じて臨時会が開催される。

## 会派
| 会派名            | 議席 数 | 議員名                                                                       | 所属党派              | 女性議員数 | 女性議員の比率(%) |
| ----------------- | ------- | ---------------------------------------------------------------------------- | --------------------- | ---------- | ----------------- |
| 自民・無所属の会  | 8       | 会田由幸、永田飛鳳、山口剛一、石川友和、水沼日出夫、金子進、鬼丸裕史、山崎進 | 自由民主党            | 1          | 11.11             |
| 次世代 かすかべ！ | 6       | 伊藤一洋、阿部雅一、奥沢裕介、吉田稔、小久保博史、河井美久                   | 自由民主党•無所属     | 0          | 0                 |
| 公明党            | 6       | 中村貴彰、鈴木一利、藤原智子、木村圭一、荒木洋美、栗原信司                   | 公明党                | 2          | 33.33             |
| 日本共産党        | 4       | 大野とし子、木下三枝子、今尾安徳、並木敏恵                                   | 日本共産党            | 3          | 75                |
| 立憲民主党        | 1       | 大里昇                                                                       | 立憲民主党            | 0          | 0                 |
| 日本維新の会      | 1       | 平沢一博                                                                     | 日本維新の会          | 0          | 0                 |
| 無所属            | 3       | 榛野博、酒谷和秀、古沢耕作                                                   | 政治家女子48党•無所属 | 0          | 0                 |
| 欠員              | 1       |                                                                              |                       |            |                   |
| 計                | 30      |                                                                              |                       | 6          | 20                |

新春日部市発足後に行われた市議会選挙から2022年4月までは、土屋品子衆議院議員から支援を受ける石川良三市長(当時)を支持する自民党系の最大会派「新政の会」(石川氏も市議在職中に所属)と、長らく土屋義彦元知事、品子親子と対立する佐久間実元埼玉県議会議長を支持する議員などで構成される会派「春和会」(2006~2014)→「新風会」(2014~2018)→「前進かすかべ。未来の会」(2018~2022)が保守勢力を二分していた。
2017年に行われた市長選挙では、市政与党の「新政の会」に所属していた岩谷一弘市議会議員(当時)が、土屋氏の系列であった三枝安茂元市長、長らく土屋親子と対立する佐久間実元県議会議員、土屋元知事直系で佐久間氏とはかつて県議選で激しく対立した清水寿郎元県議会議員、市議会の会派「新風会」所属議員らの支援を受け、石川市長の対抗馬として立候補し、春日部市の保守系の対立構図を一変させた。結果、土屋品子衆議院議員、白土幸仁県議会議員、「新政の会」所属議員の全面的な支援を受けた石川氏が、5票差で岩谷氏を破り4選した。
2021年の市長選挙では、岩谷氏は2018年の市議復帰後に所属していた「前進かすかべ。未来の会」所属議員の支援を受けずに立候補し、岩谷氏と同じく「前進かすかべ。未来の会」に所属していた前市議の古沢耕作氏、共産党推薦の角田妙子氏、自民党と公明党の推薦を受けた現職の石川良三氏も立候補する中、大差で岩谷氏が初当選を果たした。
2022年4月の市議会選挙では、事実上の市政野党となった自民党が、初めて公認候補を擁立し、現職4人・新人1人の計5人全員が当選した。公認候補以外にも、土屋氏率いる自民党組織が支援した現職の無所属候補も全員当選を果たした。一方で、岩谷市長の後援会を母体に5人の新人が無所属で出馬したが、3人の当選にとどまった。市議選後は、旧新政の会のメンバーを中心とした、「自民・無所属の会」が引き続き最大会派となった。旧未来の会の6人中3人と、岩谷市長の支援を受けた新人3人は「次世代 かすかべ！」を結成した。
公明党は、過去5回の選挙において、毎回6議席ずつを獲得している。
日本共産党は、2006年～2018年に行われた4回の選挙では6議席を獲得していたが、2022年の選挙では4議席の獲得にとどまった。
日本維新の会と立憲民主党は、2022年の選挙で初めての議席を確保した。

## 不祥事
- 2020年9月、同性カップルの関係を公的に認める「パートナーシップ宣誓制度」の創設などを求める請願に対し、賛成多数で採択された[5]。しかし、唯一反対をした井上英治市議が「春日部で差別は起きていないのに、そんな時に小学生にレズビアンだとかゲイだとか教える必要あるんですか。LGBTなんかやる必要は全くない」と主張し、請願を「左翼の作戦」とも表現した[5]。これに厳しい批判が相次ぎ、「レインボーさいたまの会」は発言撤回を求め、抗議した[5]。10月に佐藤一議長は「不快な思いをされた方におわびする」とのコメントを出したが、一方の井上英治市議は謝罪や発言の撤回もしないと語った[6]。